# Гиффорд, Энтони, 6-й барон Гиффорд
Энтони Морис Гиффорд, 6-й барон Гиффорд (англ. Anthony Maurice Gifford, 6th Baron Gifford; родился 1 мая 1940 года) — британский наследственный пэр и старший барристер. Он унаследовал титул барона Гиффорда после смерти своего отца, 5-го барона, в апреле 1961 года.

## Биография
Родился 1 мая 1940 года. Единственный сын коммандера Чарльза Гиффорда, 5-го барона Гиффорда (1899—1961), и Эллис Маргарет Аллен (? — 1990). Лорд Гиффорд получил образование в Винчестерском колледже и Королевском колледже в Кембридже, был призван в коллегию адвокатов в 1962 году и занял ее в 1983 году.
Он был соучредителем Юридического центра района Северный Кенсингтон, первого юридического центра Великобритании. Он основал Wellington Street Chambers и был его главой в течение 15 лет. Он присоединился к 8 King’s Bench Walk в 1989 году и был главой палаты с 2001 года. В 2006 году его палаты переехали в 1 Mitre Court Buildings.
Он был адвокатом Пола Хилла в четырех апелляциях Гилфорда и Джерри Хантера в шести апелляциях Бирмингема.
Он был председателем Broadwater Farm inquiry и Liverpool Eight inquiry, оба из которых исследовали модели предполагаемого расизма и дискриминации. Он представлял семью Джеймса Рэя на расследовании Кровавого воскресенья .
Дела, в которых он участвовал, включают апелляции, касающиеся профсоюзов, клеветы, контракта и деликта, а также уголовного права. В 1991 году он основал адвокатскую фирму в Кингстоне, Ямайка, где он практикует в области гражданского и уголовного права. Он делит свою практику между Ямайкой и Великобританией.
Он был видным членом группы адвокатов против апартеида.
Лорд Гиффорд сидел на скамьях лейбористов в Палате лордов. Принятие Закона о Палате лордов 1999 года лишило его автоматического права заседать в парламенте, и он был исключен 11 ноября 1999 года.

## Репарационная кампания
Барон Гиффорд выступал за репарации за рабство. Он является членом Ямайской комиссии по репарациям и сказал о проблеме репараций: «Я хотел бы, чтобы к ней подходили на карибской основе».

## Семейная жизнь
22 марта 1965 года лорд Гиффорд женился первым браком на Кэтрин Энн Манди, дочери доктора Макса Манди. Они развелись в 1988 году и имели двоих детей:
- Достопочтенный Томас Адам Гиффорд (родился 1 декабря 1967), наследник титула
- Достопочтенная Полли Энн Гиффорд (родилась 31 марта 1969 года)

24 сентября 1988 года лорд Гиффорд вторым браком женился на Элеан Рослин Томас (18 сентября 1947 — 27 мая 2004), дочери преосвященного епископа Дэвида Томаса из Кингстона, Ямайка. Они развелись в 1997 году и имели одну дочь:
- Достопочтенная Шеба Шанель Гиффорд (род. 1992)

11 апреля 1998 года лорд Гиффорд в третий раз женился на Тине Наталье Гоулборн, дочери Клемента Натаниэля Гоулборна.

## Публикации
- (with John Davies and Tony Richards) Political Policing in Wales; 1984 (Welsh Campaign for Civil & Political Liberties); ISBN 0-947740-00-7
- Where’s the justice? A Manifesto of Law Reform; 1985 (Penguin Books); ISBN 978-0140523584
- Supergrasses in Northern Ireland; 1985 (Liberty); ISBN 0-900137-21-5
- Report of the Broadwater Farm Inquiry; 1986 (Karia Press); ISBN 978-0946918607
- Loosen the Shackles: The report of the Liverpool 8 Inquiry; 1989 (Karia Press); ISBN 978-1854650153
- The Passionate Advocate; 2007 (Wildy, Simmonds and Hill Publishing); ISBN 978-1898029885[8]